# 아버지말 가설
아버지말 가설(Father Tongue hypothesis)은 사람은 아버지의 모어를 자기의 모어로 배우는 경향이 있어 왔다는 가설이다. Y 염색체와 미토콘드리아의 특정 변이 분포와 언어의 분포를 연관지은 결과 제안된 가설이다.
이 가설은 히말라야 지역의 언어를 주로 연구한 역사언어학자 조지 반 드림(George van Driem)이 2010년 이전의 여러 유전학자들의 연구를 바탕으로 제창한 것에 의해 알려지게 되었다. 반 드림의 주장에 따르면 언어는 보통 아이의 어머니가 아이에게 남편의 모어를 가르침으로써 전달되는 경향이 있다고 하며, 그는 Y-DNA 하플로그룹 O와 연관하여 크라다이어족, 오스트로네시아어족, 오스트로아시아어족, 중국티베트어족, 몽몐어족을 모두 묶은 동아시아어족이라는 가설적인 대어족을 제안했다.

## 예시
- 인도유럽어족은 유럽과 인도북부 등에서 고빈도인 Y-DNA 하플로그룹 R, 특히 R1a1 분기와 강하게 연관되며, 쿠르간 가설에 의하면 폰토스-카스피 스텝 지역에서 발원하여 인도-유럽 지역으로 확장된 결과이다.[1]
- 오스트로아시아어족은 대체로 하플로그룹 O2a와 연관된다. 예시로, 벵골에서 사용되는 문다어의 화자집단을 조사했을 때 mtDNA는 주변 민족과 큰 차이가 없으나 Y-DNA는 주변 민족에게서는 찾기 힘든 O2a가 다수이다.
- 고대 중국어가 남부로 확장되는 과정도 한족 남성 주도로 이루어져 하플로그룹 O의 특정분기 확산과 연관된다.[1] 일부 학자들은 하플로그룹 O-M175의 분포와 오스트로어족 가설을 연관짓는다.
- 엘람드라비다어족 가설을 지지하는 근거 중 하나로 하플로그룹 L과의 연관성이 들어진다.
- 셈어 등 아프로아시아어족의 확산은 하플로그룹 E1b1b와 연관된다.
- 반투어군의 확산 역시 특정 Y-DNA 하플로그룹 분기와 연관된 것으로 추정된다.[2]

## 반례
Y-DNA 계통과 언어가 반드시 연관되는 것은 아니라는 점이 여러 반례를 통해 보여져 있다.
- 헝가리어를 사용하는 헝가리인은 다른 우랄 민족과 달리 하플로그룹 N을 거의 보유하지 않으며 기타 유전 형질이 주변의 발칸반도 민족들과 사실상 차이가 없으나 계통적으로 매우 독자적인 언어를 사용한다. 이는 고대 머저르족이 지배층으로 유입되면서 해당 지역에 살던 절대다수의 원주민에게 언어전환을 일으킨 결과로 보아진다.
- 파키스탄 북부의 발티족(Balti)은 보수적인 티베트버마어파의 언어인 발티어를 사용하나 다른 티베트계 민족들과 Y-DNA 구성은 크게 다른 한편 오히려 mtDNA의 구성이 유사하다.

## 같이 보기
- 인류 Y-DNA 하플로그룹